# RedBoot
RedBootは、組み込みシステム向けにブートストラップファームウェアとして提供されているオープンソースソフトウェアである。リアルタイムOSであるeCosのHALをベースとしている。

## 機能
- シリアルやイーサネット経由での組み込みアプリケーションのダウンロードおよび実行
- 組み込みアプリケーションの開発やデバッグをするためのGDBとの接続機能
- Flashイメージの管理やイメージのダウンロード、RedBootの設定のためのインタラクティブなコマンドラインインタフェース
- ブートスクリプトによる自動起動